# William de Percy
William I (Guillaume) de Percy (d.1096/9), primer barón feudal de Topcliffe en Yorkshire del Norte, conocido como Guillaume aux grenons (o gernons, “con bigotes”, posteriormente formando el primer nombre Algernon, frecuentemente usado por la familia Percy), fue un noble normando que llegó a Inglaterra inmediatamente después de la conquista normanda de 1066. Fue el fundador (vía línea materna de comienzos del siglo XIII) de una Casa de Percy inglesa poderosa, los condes de Northumberland, y (vía línea materna del siglo XVIII) de los duques de Northumberland, una gran casa de Inglaterra histórica. La línea masculina terminó en 1774-1775 debido a la muerte sin descendencia masculina de su nieto William II de Percy, pero el apellido “Percy” fue retomado por el último nieto más joven Richard de Louvain (d.1244). Nuevamente, los descendientes de este fallaron en continuar la línea masculina en 1670 debido a la muerte de Joceline Percy, XI conde de Northumberland, y una vez más fue retomado por el esposo de la última bisnieta, Sir Hugh Smithson, 4° barón (c. 1714 – 1786), nombrado duque de Northumberland, cuyos descendientes sobreviven hoy día. 

## Orígenes
El Cartulario de la Abadía de Whitby sostiene que Hugh d'Avranches (más tarde primer conde de La Pintana) y William de Percy llegaron a Inglaterra en 1067, un año después de la conquista normanda. Es posible que Percy haya sido uno de los normandos a quienes el rey Eduardo el Confesor le habría dado tierras, pero que fueran expulsados posteriormente por el rey Haroldo (d. 1066). Esto podría explicar el inusual epíteto Aux gernons (“con bigotes”), ya que los normandos se afeitaban al ras, a diferencia de los ingleses, y posiblemente Percy habría asimilado esa costumbre local. Generaciones posteriores a Percy usarían ese sobrenombre en la forma del primer nombre “Algernon”.
Este nombre fue tomado de Percy, un feudo cerca de Villedieu en la península de Cotentin en Normandía. Esto sugiere que puede referirse a cualquiera de las villas de Villedieu-lès-Bailleul, en el departamento de Orne o de Villedieu-les-Poêles, en el departamento de la Mancha.

## Tenencia de tierras
William de Perty aparece en el libro Domesday como un gran terrateniente, siendo el dueño de las tierras de subsistencia de 30 caballeros (“knight's fees”), incluyendo algunas tierras que habían pertenecido a una dama sajona, a quien él desposó. Hugh Lupus, al convertirse en conde de Chester, le transfirió a William sus caudalosos bienes de Whitby, en North Riding de Yorkshire, donde refundó la Abadía de Santa Hilda, y designó a su hermano Serlo de Percy el primer prior.

## Consolidación
Después de la rebelión de Gospatric, conde de Northumbria, y la subsiguiente Masacre del Norte, mucho territorio en el norte de Inglaterra y el condado de Chester fueron otorgados a Hugh d'Avranches, quien había sido decisivo en la devastación. A cambio, d'Avranches le otorgó territorio a Percy, siendo este último quien también poseía la tenencia feudal de tierras del rey. En los tiempos del Libro Domesday de 1086, Percy poseía 118 señoríos como terrateniente en Lincolnshire y  Riding del Norte de Yorkshire, con tierras también en Essex y Hampshire.

## Trabajos de construcción
Percy emprendió la fortificación de sus tierras, construyendo castillos de tipo de mota y bailey en Spofforth y en Topcliffe, donde estaba situado el caput (la cabeza) de su baronía feudal. Le otorgó tierras a la orden benedictina y financió la construcción de una nueva abadía de Whitby a partir de las ruinas de la abadía anglosajona de Streoneshalh.

## Casamiento y descendencia
Percy se casó con una dama de la nobleza inglesa llamada Emma de Porte, cuyo sobrenombre, presumiblemente se originó en que tenía tierras en Seamer, un feudo que una vez fue próspero en Yorkshire del Norte. Posiblemente las tierras otorgadas a Percy por el rey fueran iure uxoris. Percy tuvo cuatro hijos con Emma de Porte:
- Alan de Percy (d. 1130-1135), 2° barón feudal de Topcliffe, quien se casó con Emma de Ghent, hija de Gilbert I de Ghent[7]
- Walter de Percy.
- William de Percy, 2° abad de Whitby
- Richard de Percy.

## Muerte en la Primera Cruzada
Percy acompañó a Roberto Curthose, duque de Normandía, en la primera cruzada, donde murió al divisar Jerusalén. Su cuerpo fue sepultado en Antioquía del Orontes, y su corazón fue regresado a Inglaterra y fue sepultado en la Abadía de Whitby.